# Odulphuskerk (Yerseke)

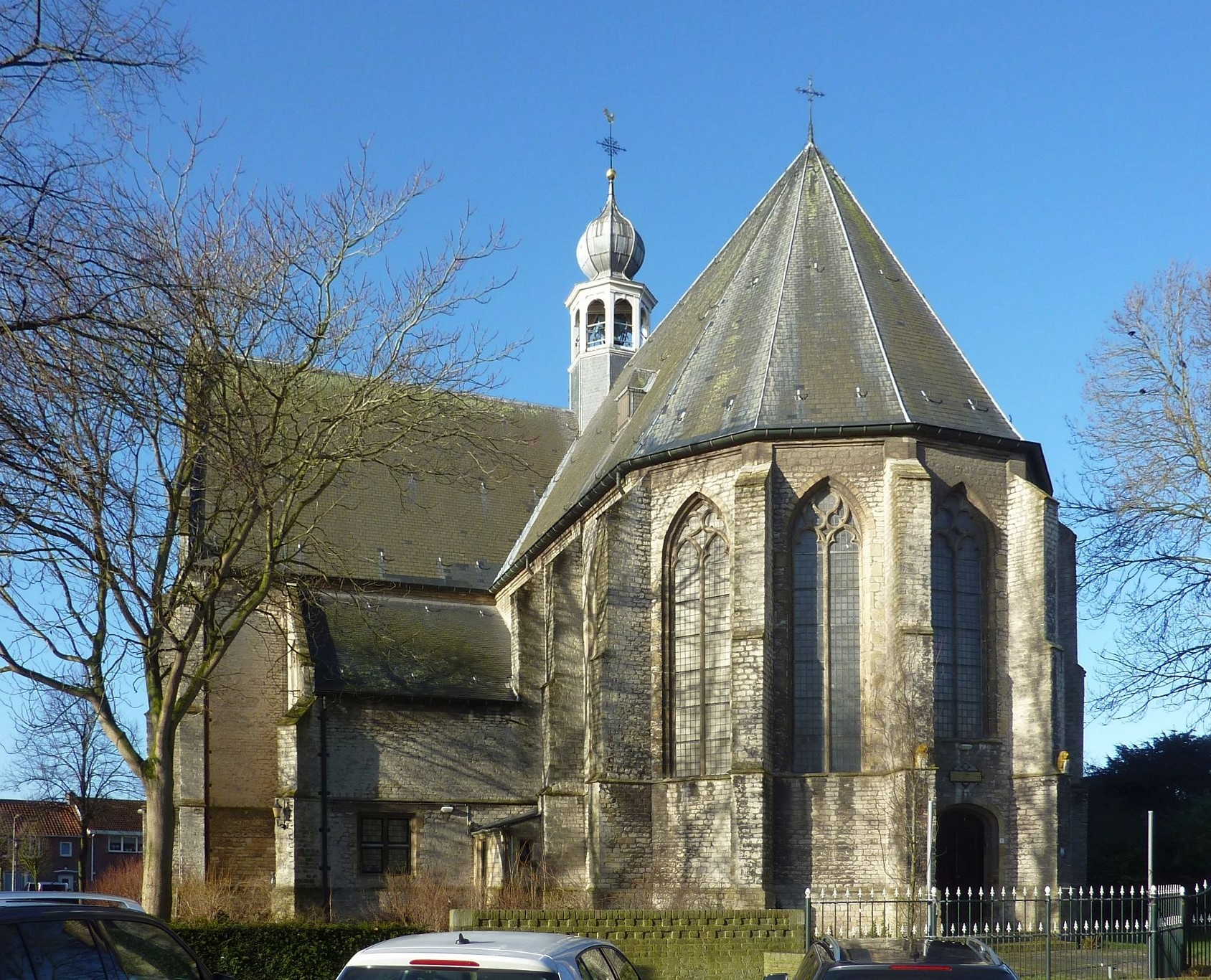
Odulphuskerk, Blick zum Chor

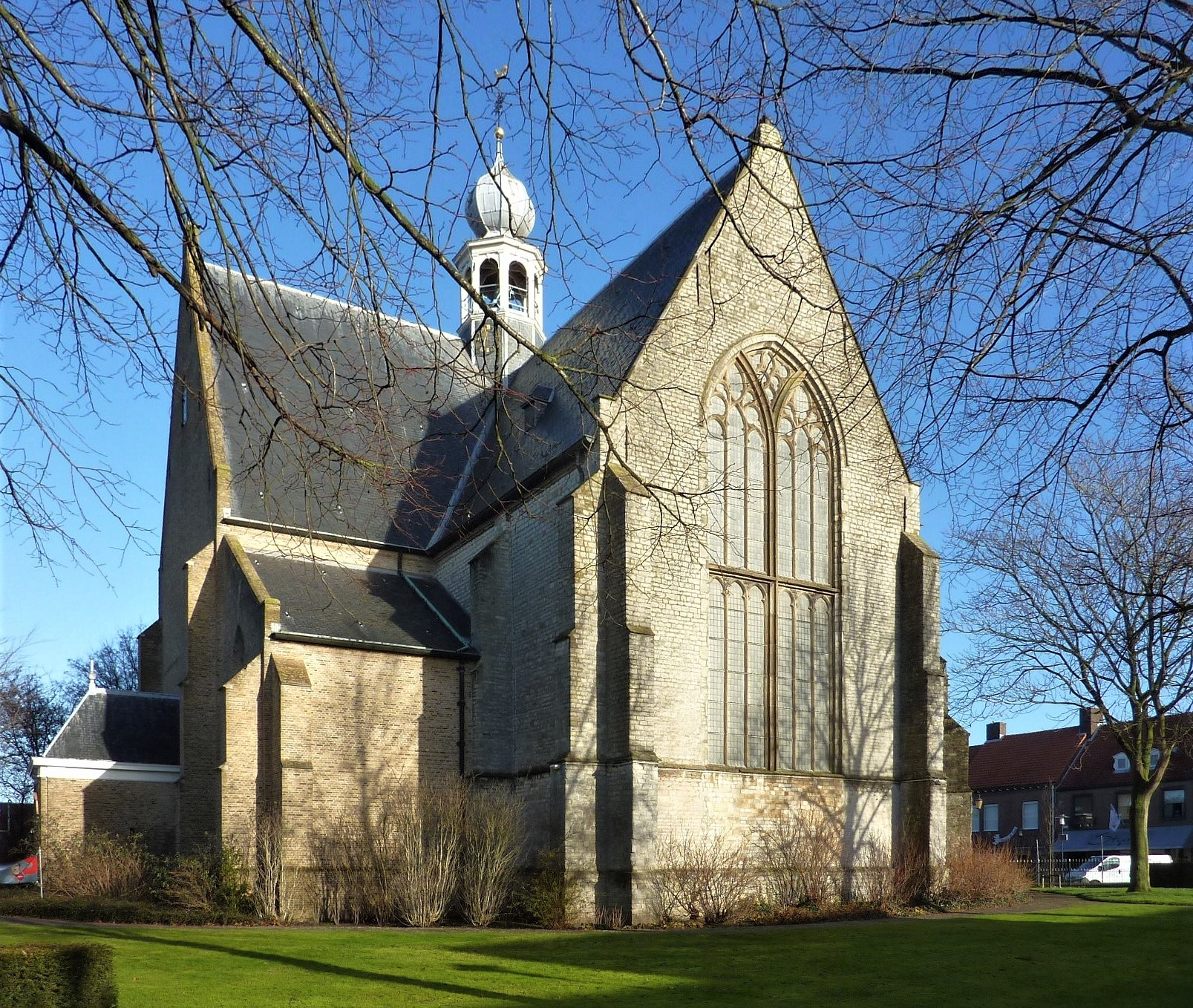
Odulphuskerk, das verkürzte Langhaus und das südliche Querschiff

Die Odulphuskerk (deutsch Odulphuskirche; auch Hervormde Kerk, deutsch Reformierte Kirche genannt) ist das Kirchengebäude einer reformierten Kirchengemeinde innerhalb der Protestantischen Kirche in den Niederlanden  in Yerseke, einem Ortsteil der niederländischen Gemeinde Reimerswaal (Provinz Zeeland). Das Gebäude ist als Rijksmonument eingestuft.

## Geschichte
Die bis zur Reformation zu Ehren des heiligen Odulf von Utrecht geweihte spätgotische Kirche wurde in der zweiten Hälfte des 15. Jahrhunderts an Stelle einer älteren einschiffigen Kirche aus dem frühen 13. Jahrhundert als große dreischiffige Kirche von sechs Jochen mit Querhaus und anschließendem Langchor mit fünfseitigem Chorschluss errichtet.
Im Jahr 1532 brannte das Langhaus nieder und wurde nicht wieder aufgebaut. Der seitdem freistehende Westturm wurde 1821 abgerissen. An die Vierung wurde 1887 ein großer neogotischer Kirchturm angefügt. Kirche und Turm brannten 1940 nieder. Von Querhaus und Chor standen lediglich noch die Umfassungsmauern. Das Gotteshaus wurde 1948 wieder aufgebaut. 1976 baute man an die Vierung ein Joch des Langhauses in basilikalen Formen mit Portal neu an.
Die reformierte Gemeinde gehört zur 2004 entstandenen unierten Protestantischen Kirche in den Niederlanden.

## Orgel
Die Orgel wurde 1952 von der Orgelbaufirma Flentrop erbaut. Das Instrument hat 21 Register auf zwei Manualen und Pedal. Die Trakturen sind mechanisch.
| I Hauptwerk C–f3 |               |       |
| 1.               | Prestant      | 8′    |
| 2.               | Holpyp        | 8′    |
| 3.               | Octaaf        | 4′    |
| 4.               | Roerfluit     | 4′    |
| 5.               | Spitsquint    | 2 ⁄3′ |
| 6.               | Nachthoorn    | 2′    |
| 7.               | Mixtuur IV-VI |       |
| 8.               | Trompet       | 8′    |

| II Rückpositiv C–f3 |             |       |
| 9.                  | Gedekt      | 8′    |
| 10.                 | Prestant    | 4′    |
| 11.                 | Fluit       | 4′    |
| 12.                 | Octaaf      | 2′    |
| 13.                 | Quint       | 1 ⁄3′ |
| 14.                 | Scherp IV-V |       |
| 15.                 | Regaal      | 8′    |

| Pedalwerk C–d1 |               |     |
| 16.            | Bourdon       | 16′ |
| 17.            | Octaaf        | 8′  |
| 18.            | Octaaf        | 4′  |
| 19.            | Mixtuur II-IV |     |
| 20.            | Fagot         | 16′ |
| 21.            | Cink          | 2′  |

- Koppeln: II/I, I/P